# Le Figaro TV Île-de-France
 (juillet 2014).
Le Figaro TV Île-de-France (anciennement Télif, puis ViàGrandParis, puis Museum TV Paris) est une chaîne de télévision locale consacrée à la culture et à l'art de vivre en Île-de-France.

## Histoire de la chaîne
De 1996 à 2000, Téléssonne, TVFil 78 et VOTV ont co produit une émission hebdomadaire Télé ouverte diffusée sur France 3 Paris Île-de-France.
VOTV, Téléssonne et TVM Est parisien se sont partagées durant un an le canal analogique UHF 35 de l'émetteur de la Tour Eiffel à la suite d'une expérience de chaîne de télévision locale hertzienne menée par le CSA en 2003 et 2004.
Sur les conseils du Conseil Supérieur de l'Audiovisuel, les télévisions locales d'Île-de-France se regroupent pour envisager leur avenir en commun et créent l'association Télif en décembre 2004 avec : Canal Coquelicot (Chelles/Marne-la-Vallée en Seine-et-Marne), TV Fil 78 (en Yvelines), TVM Est parisien (en Seine-Saint-Denis et Val-de-Marne) et VOTV (dans le Val-d'Oise).
Des chaînes aujourd'hui disparues ont autrefois fait partie de ce partenariat: Rueil-TV (à Rueil-Malmaison), RTV (à Rosny-sous-Bois), Téléssonne (dans l'Essonne) et TV77 (en Seine-et-Marne).
En 2006, les différentes chaînes décident de créer la Franciliennes TV SAS . Cette société s'associe à hauteur de 5% avec le Groupe NRJ pour un projet de chaîne de télévision régionale TNT en Île-de-France. Baptisé LTF (La Télévision Francilienne)), il devient NRJ Paris lorsque la chaîne commence à émettre le 20 mars 2008.
Le partenariat s'achève en 2011 lors du changement éditorial de NRJ Paris.
En 2015, de nouvelles chaînes prennent part à ce partenariat : Yvelines Première (Saint-Germain-en-Laye, Yvelines), Tval (Val-de-Marne) et Télif Essonne (Essonne).
Le 29 septembre 2017 à 19 heures, à l'occasion de son lancement sur la TNT francilienne, la chaîne change de nom pour ViàGrandParis et est diffusée sur le canal 34. La chaîne faisait partie du réseau « Vià » qui regroupait 22 chaînes locales de métropole et d'outre-mer.
Les chaînes Yvelines Première et Canal Coquelicot disparaissent en 2017.
En 2018, TVM Est Parisien devient Vià93 et Télif Essonne devient Vià91.
Le 27 novembre 2020, le tribunal de commerce de Pontoise a ouvert une procédure de redressement judiciaire à l’égard de la société Franciliennes TV (qui édite la chaîne ViàGrandParis). Le 19 mars 2021, ce même tribunal a autorisé au bénéfice du groupe SECOM et du groupe Figaro, avec faculté de substitution au profit d’une société à constituer, la conclusion d’un contrat de location-gérance pour le fonds de la société Franciliennes TV prononçant ainsi la liquidation judiciaire de celle-ci.
ViàGrandParis est ainsi remplacée par Museum TV Paris le 3 juillet 2021 sur le canal 34 de la TNT francilienne. Jusqu'à son lancement, une bande-annonce de la chaîne était diffusée en boucle.
Le 15 mars 2023, l'ARCOM procède à l'abrogation de l'autorisation de Franciliennes TV au 20 mars 2023.
La chaîne Museum TV Paris cesse la diffusion de ses programmes le 31 mars 2023. La fréquence TNT est alors reprise par la nouvelle chaîne francilienne  Le Figaro TV Île-de-France, officiellement lancée le 17 avril 2023 à 19 heures,. Du 1er avril 2023 jusqu'à son lancement, une bande-annonce de la chaîne est diffusée en boucle.

### Identité visuelle

Logo de Télif de 2004 à 2007.
Logo de Télif de 2007 à septembre 2017.
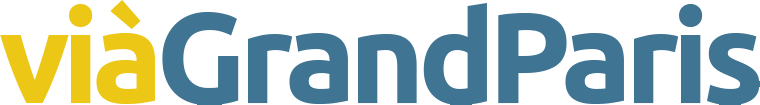
Logo de ViàGrandParis du 29 septembre 2017 au 20 mars 2021.
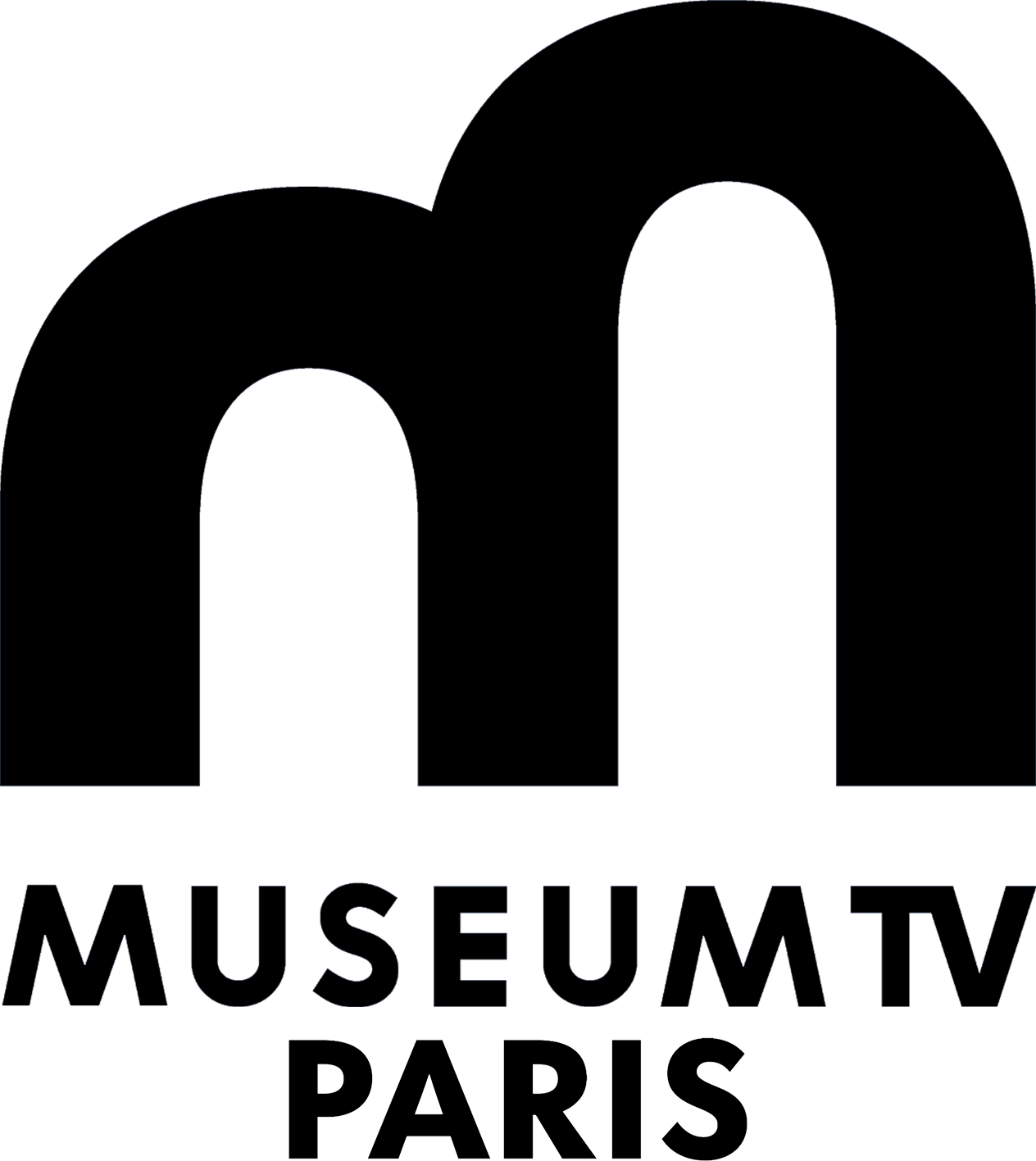
Logo de Museum TV Paris du 3 juillet 2021 au 31 mars 2023.
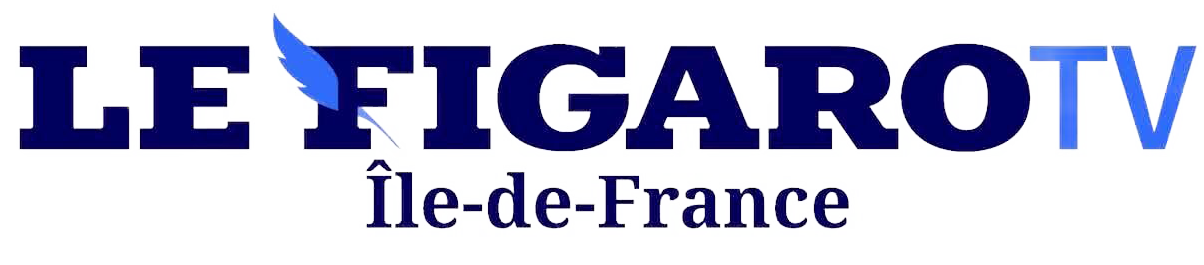
Logo du Figaro TV IDF depuis le 17 avril 2023.

## Anciennes activités de Franciliennes TV
ViàGrandParis avait pour mission de valoriser et promouvoir l’Île-de-France, ses acteurs, ses actions et son patrimoine.

### Télévisions
| Logo | Chaîne       | Département            | Date de création | Actionnaires |
| ---- | ------------ | ---------------------- | ---------------- | --- |
|      | TV78         | Yvelines (78)          | 1992             | Société locale d'exploitation du câble de l'agglomération de Saint-Quentin-en-Yvelines et des communes associées (SLECANSQCA) |
|      | vià93        | Seine-Saint-Denis (93) | 2018             | Cinéplume |
|      | VOnews/vià95 | Val-d'Oise (95)        | 1er octobre 2002 | Association VOtv |

Chaînes disparues
- Rueil-TV (Rueil-Malmaison, Hauts-de-Seine).
- RTV (Rosny-sous-Bois, Seine-Saint-Denis).
- Téléssonne (Essonne, 91).
- TV77 / Canal Coquelicot (Seine-et-Marne, 77).
- Yvelines Première (Yvelines, 78).

### Web-TV
| Logo | Chaîne | Département       | Date de création | Actionnaires                          |
| ---- | ------ | ----------------- | ---------------- | ------------------------------------- |
|      | vià91  | Essonne (91)      | 2018             | Franciliennes TV                      |
|      | Tval   | Val-de-Marne (94) | 2015             | Conseil départemental du Val-de-Marne |

## Diffusion
En analogique entre 2003 et 2004, UHF 35 de l'émetteur de la tour Eiffel pendant un an à la suite d'une expérience de chaîne de télévision locale hertzienne menée par le CSA.
Jusqu'au 20 mars 2008, Télif était diffusée sur la chaîne 17 de Numericable et sur la chaîne 181 de Canalsat, la diffusion sur la chaîne 92 de TPS étant déjà interrompu depuis le 18 mai 2006. Télif a ensuite cédé son canal de diffusion sur CanalSat à NRJ Paris et sur Numericable à IDF1 mais reste diffusée sur Free (chaîne 205), SFR neufbox (chaîne 339), Orange TV (chaîne 176) et sur Numericable en région parisienne (chaîne 98).
Le 24 juin 2015, après un appel à candidatures, le Conseil Supérieur de l'Audiovisuel (CSA) a sélectionné le projet Télif en tant que service de télévision privé à vocation locale en Île-de-France pour une diffusion sur la TNT francilienne. Dans un communiqué du CSA du jeudi 12 janvier 2017, Télif est finalement retenue pour une diffusion dès le 1er février 2017 sur le canal 34 de la TNT francilienne (précédemment occupé par BFM Business Paris). Celle-ci n'arrivera finalement que le 29 septembre 2017 sous le nom de ViàGrandParis. Chacune des chaînes partenaires d'ex-Télif continue à diffuser ses programmes sur son canal local ainsi que sur son site Internet respectif.
Après l'arrêt de la chaîne, le canal est successivement occupé par Museum TV Paris, puis actuellement Le Figaro TV Île-de-France.